# Cycas conferta
Cycas conferta är en kärlväxtart som beskrevs av Chirgwin och Wigston. Cycas conferta ingår i släktet Cycas, och familjen Cycadaceae. IUCN kategoriserar arten globalt som nära hotad. Inga underarter finns listade i Catalogue of Life.